# Seismische Wellen

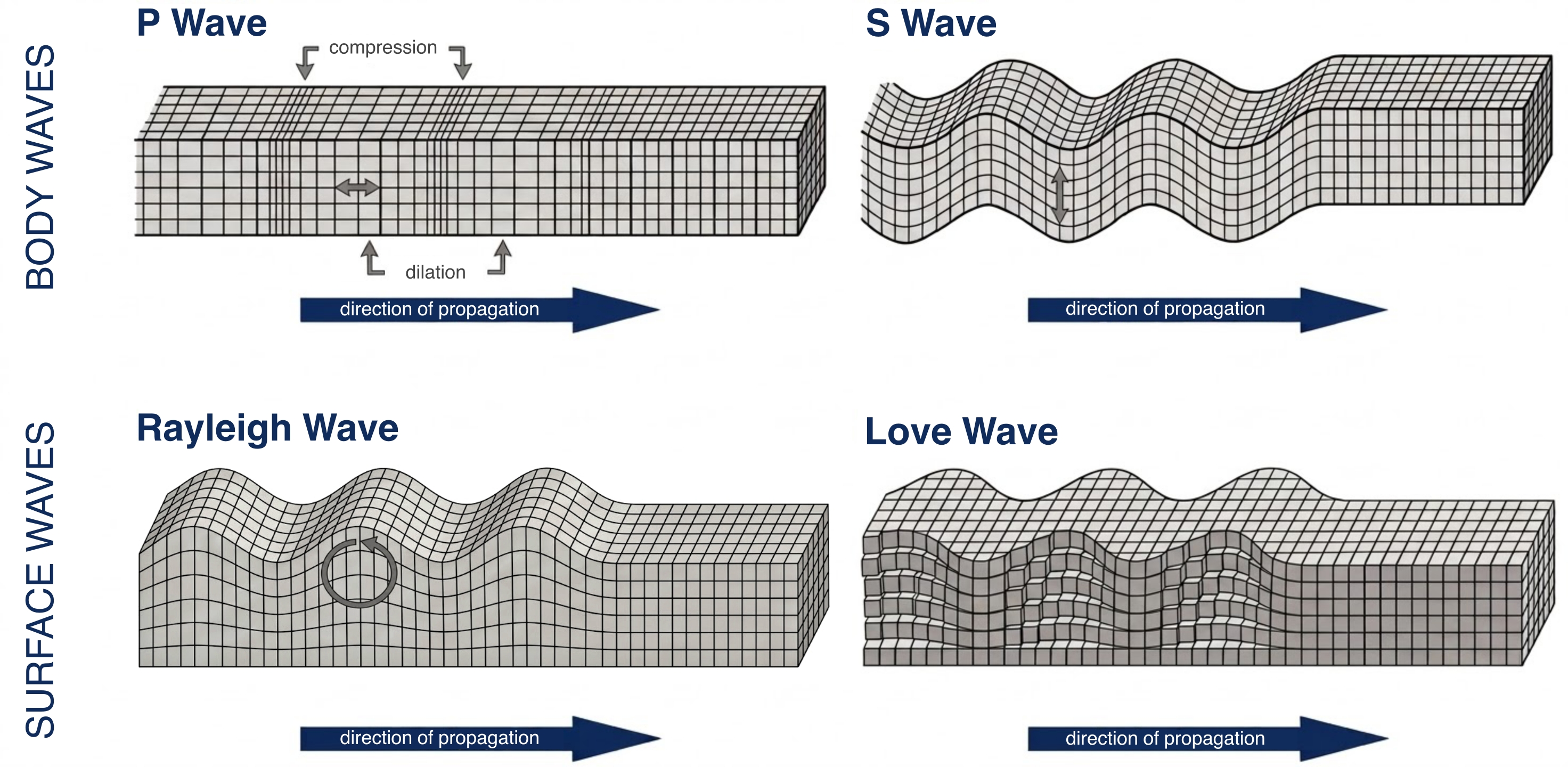
Seismische Wellen breiten sich als Raumwellen („Body Waves“) oder als Oberflächenwellen („Surface Waves“) aus

Primäre (P-) und Sekundäre (S-) Raumwellen breiten sich mit verschiedener Geschwindigkeit aus

Seismische Wellen, auch Erdbebenwellen genannt, sind mechanische Wellen, die bei einem Erdbeben durch den Herdvorgang verursacht werden. Sie breiten sich vom Herd in alle Richtungen aus und können auf ihrem Weg durch das Erdinnere gebrochen, reflektiert, gebeugt, gestreut, absorbiert und umgewandelt werden.
Die Ausbreitungsgeschwindigkeiten seismischer Wellen hängen von dem jeweiligen Wellentyp ab sowie von Dichte und Elastizität des Materials, das die Wellen durchlaufen. Sie breiten sich daher in Anteilen der Erdkruste, dem Erdmantel und dem Erdkern mit unterschiedlicher Geschwindigkeit aus, von 2 km/s bis über 8 km/s.
Seismographische Stationen zeichnen die Wellen nach Frequenz und Amplitude auf in Seismogrammen; deren Vergleich, Analyse und Interpretation ist Gegenstand geophysikalischer Wissenschaft, der Seismologie bzw. Seismik. Hierbei werden außer den durch Erdbeben natürlich hervorgerufenen Phänomenen auch die durch Sprengung oder Vibration künstlich hervorgerufenen Verläufe seismischer Wellen untersucht. Sie erlauben Rückschlüsse auf Bau und Beschaffenheit der Erde, ein besseres Verständnis der Vorgänge im Erdinneren und eine verbesserte Erdbebenwarnung.
Seismische Wellen können auch bei anderen Himmelskörpern auftreten, beispielsweise an der Sonnenoberfläche (siehe Helioseismologie) oder der Oberfläche anderer Sterne (siehe Asteroseismologie).

## Seismische Wellen und seismische „Strahlen“

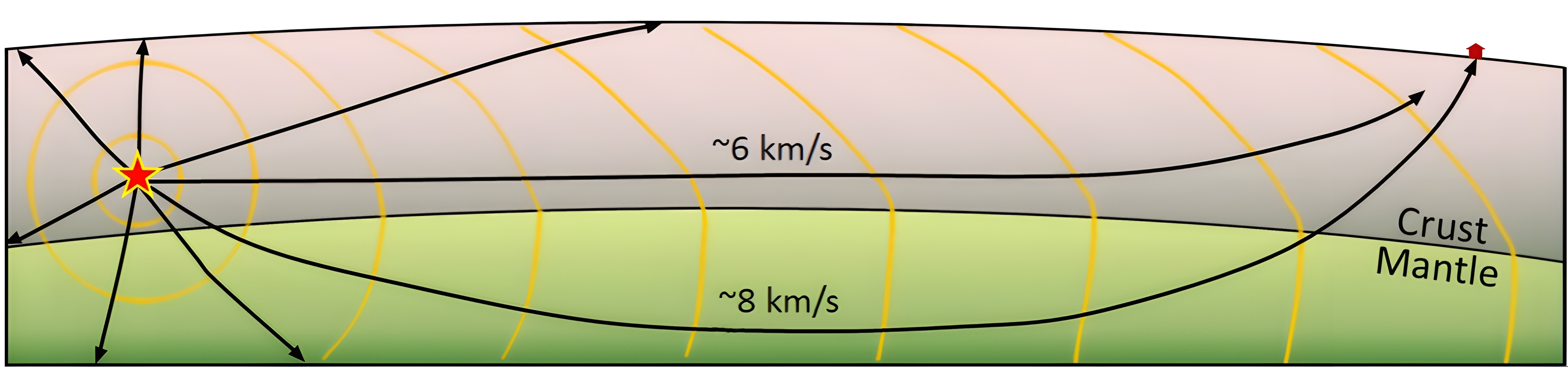
Darstellung eines Erdbebens (Herd rot) mit Ausbreitung seismischer Wellen durch Erdkruste und -mantel als Wellenfronten (gelb) sowie als dazu orthogonale Strahlen (schwarz)

Die Ausbreitung (Propagation) seismischer Wellen wird oft anhand einer strahlenseismischen bzw. strahlenoptischen Näherung der Wellentheorie beschrieben. Der Zusammenhang zwischen „seismischen Strahlen“ und „seismischen Wellen“ entspricht dem zwischen Strahlenoptik und Wellenoptik, die Strahlenseismik ist also eine Hochfrequenzapproximation der Wellentheorie, unter der das Fermatsche Prinzip und die daraus folgenden Axiome gültig sind (siehe Axiome der Strahlenoptik). Eine genauere Beschreibung der Propagation von seismischen Wellen ist über partielle Differentialgleichungen möglich, die sogenannten Wellengleichungen. Diese mathematischen Techniken entsprechen denen der Erdspektroskopie.

## Wellenarten
Danach, ob sich seismische Wellen im Inneren des Erdkörpers oder an dessen Oberfläche ausbreiten, lassen sich grundsätzlich Raumwellen (englisch body waves) und Oberflächenwellen (engl. surface waves) unterscheiden. Weitere Unterschiede ergeben sich aus der Art der Schwingung, ob deren Ebene längs oder quer zur Ausbreitungsrichtung ist bzw. welche Form die Teilchenbewegung hat.

### Raumwellen

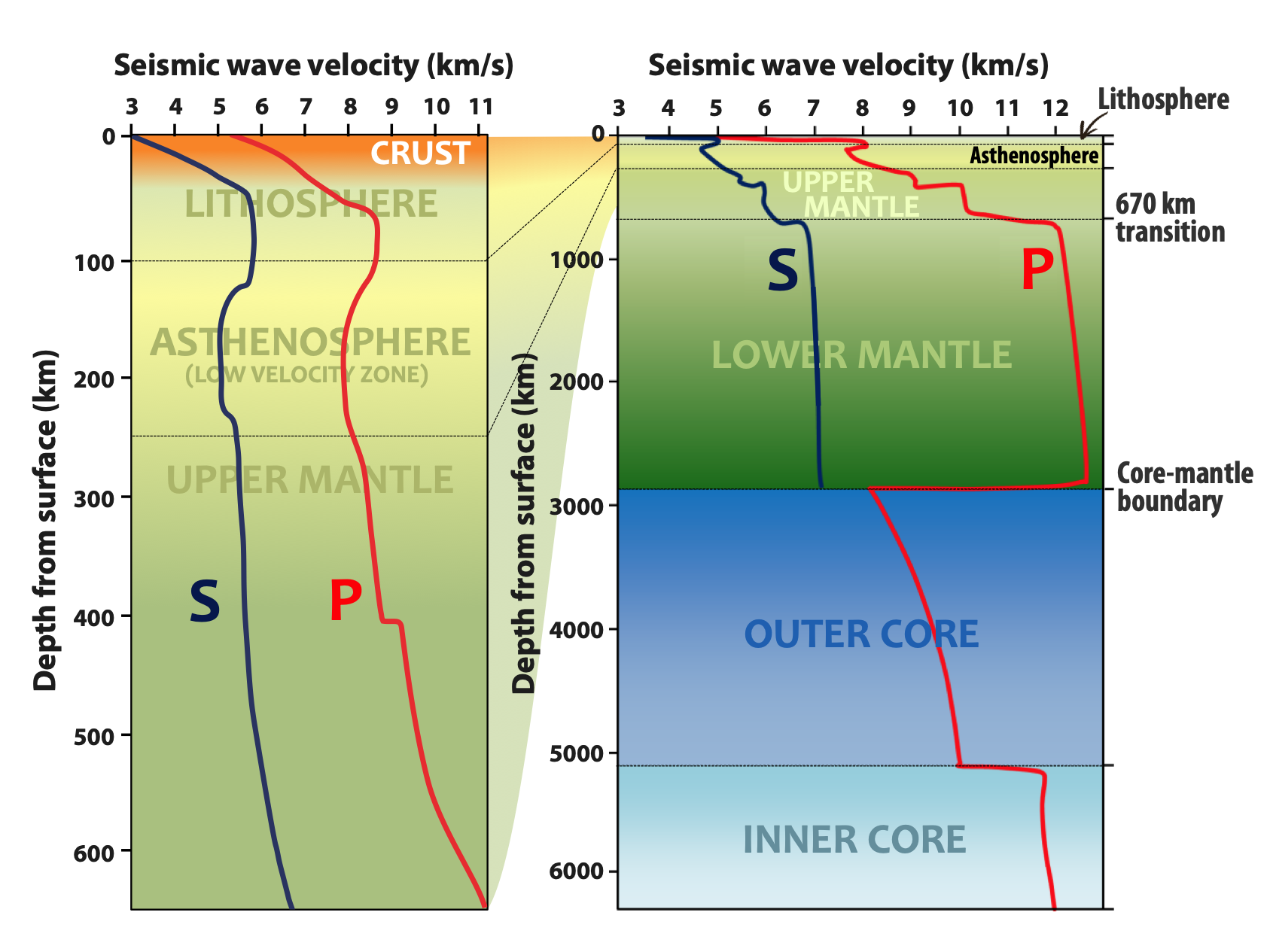
Änderung der Ausbreitungsgeschwindigkeiten von P- und S-Wellen mit der Tiefe.

Die Bezeichnungen der im Folgenden beschriebenen Primärwellen (P-Wellen) und Sekundärwellen (S-Wellen) beziehen sich darauf, dass erstere sich schneller ausbreiten: An einem vom Bebenherd entfernten Ort werden zuerst die P-Wellen und erst später die S-Wellen aufgezeichnet. Aus der Zeitdifferenz zwischen dem Eintreffen der P- und dem der S-Wellen, ihrem Laufzeitunterschied, kann die Entfernung zum Herd errechnet werden. Wenn an mindestens drei verschiedenen Orten auf diese Weise die Entfernung bestimmt wurde, kann die ungefähre Lage des Hypozentrums im Rahmen der Messgenauigkeit angegeben werden. Der auf der Erdoberfläche darüber gelegene geographische Ort wird Epizentrum genannt.

#### P-Wellen
Die P-Wellen, kurz für Primärwellen, sind Longitudinalwellen, d. h., sie schwingen in Ausbreitungsrichtung. Sie können sich in festen Gesteinen, aber auch in Flüssigkeiten wie Wasser oder den quasi flüssigen Teilen des Erdinneren ausbreiten. Es handelt sich dabei um Verdichtungswellen (auch: Druck- oder Kompressionswellen), ähnlich den Schallwellen in der Luft oder im Wasser.
Die Ausbreitungsgeschwindigkeit der P-Wellen lässt sich mit folgender Formel berechnen:
{\displaystyle v_{p}={\sqrt {\frac {K+{\frac {4}{3}}\mu }{\rho }}}}
Wobei {\displaystyle K} der Kompressionsmodul, {\displaystyle \mu } der Schermodul und {\displaystyle \rho } die Dichte des Materials ist, durch das sich die Welle fortpflanzt.
In der Erdkruste liegt die Geschwindigkeit der P-Wellen zwischen 5 und 7 km/s, in Erdmantel und -kern bei über 8 km/s. Die Ausbreitungsgeschwindigkeit ist am höchsten im unteren Erdmantel mit fast 14 km/s, sie nimmt an der Kern-Mantel-Grenze abrupt ab auf etwa 8000 m/s (Schallgeschwindigkeit zum Vergleich: in Luft ca. 340 m/s, in Wasser ca. 1500 m/s, in Granit ca. 5000 m/s).

#### S-Wellen
Die S-Wellen oder Sekundärwellen schwingen quer zur Ausbreitungsrichtung (Transversalwelle). Da sie zur Verscherung des Ausbreitungsmediums führen, werden sie auch Scherwellen genannt. S-Wellen können sich in festen Körpern, jedoch nicht in Flüssigkeiten oder Gasen ausbreiten, da die beiden letzteren kein (nennenswertes) Schermodul besitzen. Man kann daher flüssige Bereiche im Erdinneren darüber identifizieren, dass dort keine S-Wellen laufen.
Die Ausbreitungsgeschwindigkeit der S-Wellen berechnet sich mit folgender Formel:
{\displaystyle v_{S}={\sqrt {\frac {\mu }{\rho }}}}
Besitzt ein Körper ein ausreichendes Schermodul, ist der Zusammenhang der Geschwindigkeit von P- und S-Wellen durch sein Querdehnungsverhältnis, und somit dessen Poissonzahl {\displaystyle \nu } gegeben:
{\displaystyle {\frac {v_{p}}{v_{s}}}={\sqrt {\frac {1-\nu }{{\frac {1}{2}}-\nu }}}}
Für einen „ideal elastischen“ Körper mit {\displaystyle \nu ={\tfrac {1}{4}}}, was in guter Näherung oft für Erdkruste und Erdmantel angenommen werden kann, gilt daher grob:
{\displaystyle {\frac {v_{p}}{v_{s}}}={\sqrt {3}}\approx 1{,}7}
Mit typischen Werten der elastischen Konstanten innerhalb der Erde ergeben sich für die S-Wellen Geschwindigkeiten von 3000 bis 4000 m/s in der Erdkruste und etwa 4500 m/s im oberen Erdmantel. Im unteren Erdmantel steigt die Geschwindigkeit weiter an (siehe Diagramm des IASP91-Modells in der Abbildung). Im flüssigen äußeren Erdkern existieren keine Scherwellen.

### Oberflächenwellen
Neben den P- und S-Wellen als Raumwellen gibt es die Oberflächenwellen. Sie entstehen aus der Überlagerung der P- und S-Wellen, die in die Erdoberfläche hinein gebrochen werden. Wie bei den S-Wellen erfolgt die Partikelbewegung oder Schwingung senkrecht zur Ausbreitungsrichtung. Jedoch zeichnen sie sich dadurch aus, dass sie an der Oberfläche geführt laufen und dass die Amplituden der Wellen mit der Tiefe abnehmen. Die Energie der Oberflächenwellen nimmt zudem mit der Entfernung r nur um einen Faktor 1/r ab, nicht wie die der Raumwellen um den Faktor 1/r2 (jeweils unter Vernachlässigung der Dämpfung). Die Oberflächenwellen breiten sich in vertikalen und horizontalen Schwingungen aus.
Die meisten der bewusst wahrgenommenen Erschütterungen bei einem Erdbeben kommen von Oberflächen-Wellen vom Love- oder Rayleigh-Typ, deren Amplituden zwar kleiner sind als die der direkten Wellen vom Herd, die jedoch in bestimmten Konfigurationen – wie schmale Sedimentbecken mit Mehrfachreflexionen – länger anhalten können als die übrigen Wellenarten. Auch die zerstörerische Wirkung von Erdbeben geht daher oft auf diese beiden Wellentypen zurück. Die Auslegungsvorschriften für das erdbebensichere Bauen beziehen sich hingegen hauptsächlich auf Prognoseamplituden für S-Wellen.
Siehe auch Oberflächenwellenseismik.

#### Love-Wellen
Die Love-Wellen wurden nach dem britischen Mathematiker A. E. H. Love benannt, der 1911 als erster ein mathematisches Modell für die Ausbreitung dieser Wellen aufstellte. Sie sind die schnellsten Oberflächenwellen, breiten sich mit rund 2000–4400 m/s (abhängig vor allem von der Frequenz und damit der Eindringtiefe in die Erdkruste) aus, aber langsamer als die S-Wellen, von denen sie herrühren. Die Bodenbewegung erfolgt in horizontaler Richtung, senkrecht zur Ausbreitungsrichtung.

#### Rayleigh-Wellen
Die Rayleigh-Wellen wurden nach Lord Rayleigh benannt, der 1885 die Existenz dieser Wellen mathematisch bewiesen hatte, bevor sie überhaupt beobachtet wurden. Bei Rayleigh-Wellen rollt der Boden in einer elliptischen Bewegung ähnlich wie Meereswellen. Auf einem homogenen Halbraum ist die Polarisierung immer retrograd, d. h., die Rollbewegung findet entgegen der Ausbreitungsrichtung der Rayleigh-Welle statt. Im allgemeinen Fall treten auch prograd polarisierte Rayleigh-Wellen auf. Dieses Rollen bewegt den Boden sowohl auf und ab als auch hin und her in Ausbreitungsrichtung der Welle. Die Ausbreitungsgeschwindigkeit beträgt, abhängig vor allem von der Wellenlänge, etwa 2000–4000 m/s.

#### Scholte-Wellen
Scholte-Wellen sind Grenzflächenwellen, die sich entlang der Grenzfläche „flüssig-fest“, also beispielsweise am Meeresboden, ausbreiten. Sie sind ebenso wie die Rayleigh-Wellen vom P-SV-Typ. Das bedeutet, dass sie elliptisch in der Radial-Vertikal-Ebene polarisiert sind. Ist der Untergrund geschichtet, so ist die Scholtewelle dispersiv, d. h., sie besitzt dann frequenzabhängige Ausbreitungsgeschwindigkeiten. Außerdem bilden sich zusätzlich zum Fundamentalmodus (mit Grundfrequenz) auch Moden höherer Ordnung aus (Oberwellen).

## Aufbau seismischer Wellenzüge

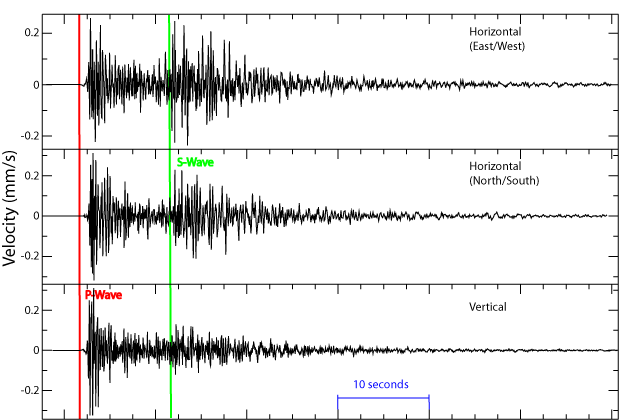
P-Wellen (rot) werden früher als S-Wellen (grün) vom Seismographen aufgezeichnet (Einsatzzeiten markiert)

Ein klassischer seismischer Wellenzug besteht aus der Abfolge von Raumwellen (P-Wellen vor S-Wellen), gefolgt von langsameren, aber amplitudenstärkeren Oberflächenwellen. Die Ankünfte werden jeweils als Ersteinsätze bezeichnet, die darauf folgenden Schwingungen in der Seismologie als Coda. Das zwischen den eigentlichen Ereignissen aufgezeichnete Signal wird je nach Ursprung als Rauschen oder Mikroseismik bezeichnet. Wiederholen sich Signale, weil eine Welle eine Schicht mehrfach durchläuft, wird dies als Multiple bezeichnet.

## Fortpflanzung im Erdinnern

Fortpflanzung seismischer Wellen im Erdinneren

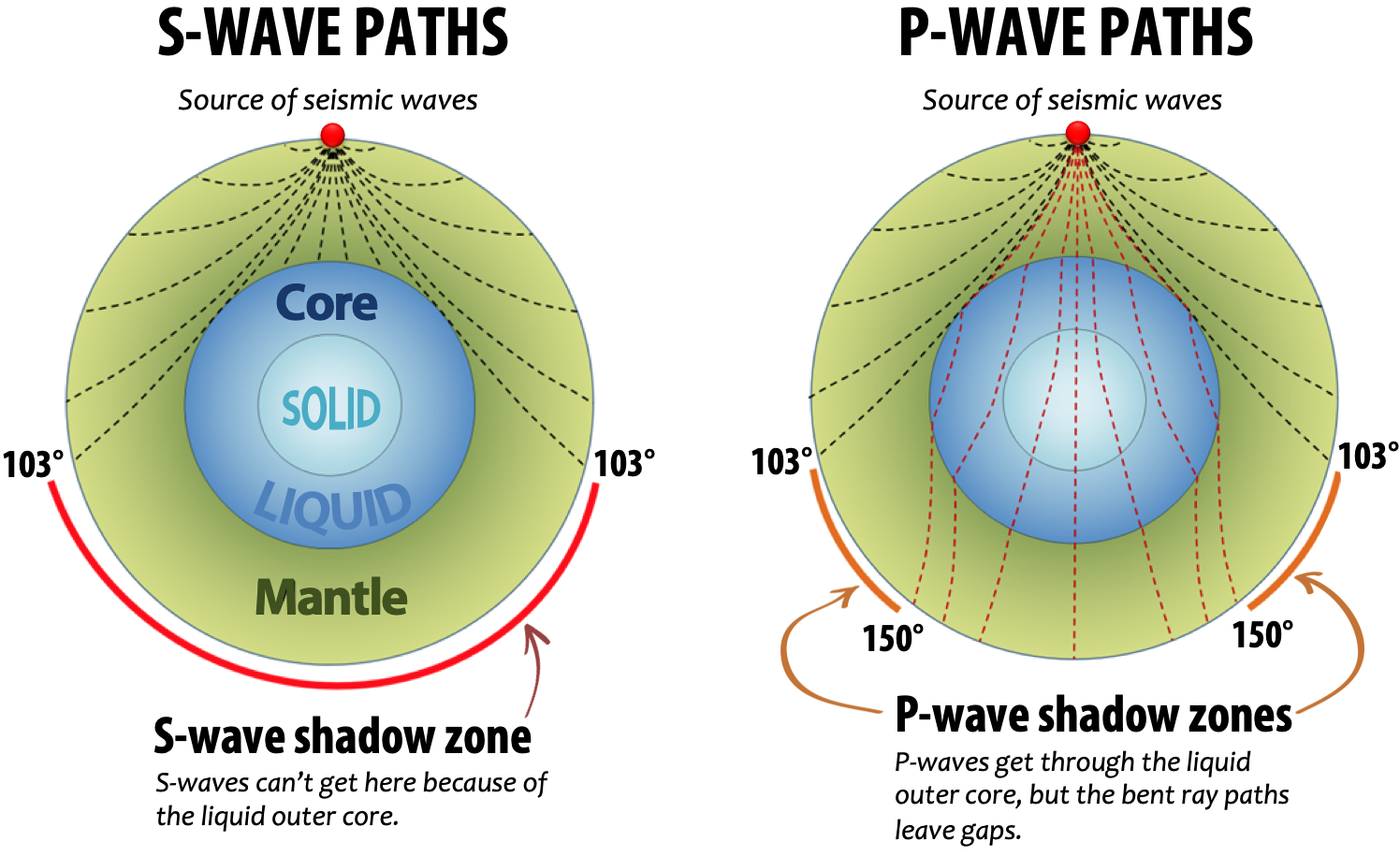
Unterschiede im Ausbreitungsmuster von P- und S-Wellen: S-Wellen können nicht durch den flüssigen äußeren Erdkern laufen, der somit einen Schatten auf der anderen Seite der Erde wirft. P-Wellen breiten sich zwar durch den Kern aus, werden dabei aber durch Brechung so abgelenkt, dass sich Randzonen eines Schattens zeigen.

Die Ausbreitung von Raumwellen im Erdinneren wird in der Regel mit der eingangs erläuterten Strahlennäherung beschrieben. Nach dem Snelliusschen Brechungsgesetz wird eine seismische Welle bei zunehmender Ausbreitungsgeschwindigkeit „vom Lot weg“ gebrochen, mit abnehmender „zum Lot hin“. Im Erdinneren ändert sich mit zunehmender Tiefe die Geschwindigkeit der Ausbreitung, sowohl kontinuierlich als auch – an Diskontinuitäten – sprunghaft. Die räumliche Variation der Ausbreitungsgeschwindigkeit kann durch ein rein radialsymmetrisches Erdmodell (wie das IASP91-Referenzmodell) weitgehend erfasst werden. Daher lässt sich für seismische Wellen ein typischer Verlauf angeben, der im Profil als Bogen zu erkennen ist (siehe Abbildung). Die in der Abbildung dargestellten seismischen Phasen sind je nach den Abschnitten ihres Laufweges benannt (P: Ausbreitung als Kompressionswelle, S: Ausbreitung als Scherwelle, K: Ausbreitung als Kompressionswelle im flüssigen äußeren Erdkern).